# ماريو هيزونيا
ماريو هيزونيا (بالكرواتية: Mario Hezonja)‏ مواليد 25 فبراير 1995، هو لاعب كرة سلة كرواتي يلعب مع فريق نادي برشلونة ويحمل الرقم 8. يبلغ طوله 6 قدم 7.5 بوصة (2.0 م).

## فرق لعب لها
- نادي برشلونة لكرة السلة

## روابط خارجية
- ماريو هيزونيا على موقع الاتحاد الدولي لكرة السلة (الإنجليزية)
- ماريو هيزونيا على موقع الدوري الأوروبي لكرة السلة (الإنجليزية)
- ماريو هيزونيا على موقع إن بي أي (الإنجليزية)
- ماريو هيزونيا على موقع سبورتس رفرنس (الإنجليزية)
- ماريو هيزونيا على موقع الدوري الإسباني لكرة السلة (الإسبانية)
- ماريو هيزونيا على موقع كرة السلة الأوروبية.كوم (الإنجليزية)
- ماريو هيزونيا على موقع DraftExpress.com (الإنجليزية)
- ماريو هيزونيا على موقع إي إس بي إن.كوم (الإنجليزية)
- ماريو هيزونيا على موقع ريلجم (الإنجليزية)
- ماريو هيزونيا على موقع بروبوليرز (الإنجليزية)